# Dušan Hejbal
Dušan Hejbal (* 16. července 1951 Praha) je emeritní biskup Starokatolické církve v České republice, v jejímž čele stál v letech 1991–2016. Jako biskup byl zároveň biskupem-ordinářem pro anglikánské věřící na celém území ČR. Kromě vedení církve působil jako farář Starokatolické farnosti Praha (tajně od r. 1980,veřejně od r. 1989/1990), jejímž duchovním správcem zůstal i po odchodu do emeritury do června 2018. Rovněž píše písňové texty.

## Životopis

### Křesťanství
Do starokatolické církve vstoupil v roce 1968. Následujícího roku začal studovat Husovu československou bohosloveckou fakultu v Praze. V červnu 1970 byl vysvěcen na jáhna, o rok později na kněze. V květnu 1972 musel na příkaz úřadů opustit bohosloveckou fakultu. Až do pádu komunistického režimu působil v pastoraci neveřejně, pracoval jako pomocný dělník, zedník, provozář, řidič tramvaje nebo prodavač.
Byl blízkým spolupracovníkem tehdejšího pronásledovaného biskupa Augustina Podoláka, pod jehož vedením se věnoval studiu teologie a podílel se na neveřejných církevních vzdělávacích aktivitách. Byl tak rovněž vyšetřován StB pro maření státního dohledu nad církvemi.
Po sametové revoluci byl v dubnu 1990 jmenován generálním vikářem, dne 23. února 1991 zvolen biskupem. Následujícího roku se stal místopředsedou Ekumenické rady církví v ČR (ERC). Od roku 1993 přednášel starokatolickou dogmatiku a liturgiku na Husitské teologické fakultě UK. Dne 27. září 1997 byl v Praze v katedrálním chrámu svatého Vavřince na Petříně vysvěcen na biskupa. V čele Starokatolické církve v České republice jako biskup stál do 16. července 2016, kdy dosáhl věku 65 let, a vedení církve převzal nově zvolený biskup Pavel Benedikt Stránský.
V letech 2000–2005 byl předsedou řídícího výboru ERC, poté opět místopředsedou tohoto sdružení.

### Hudba
Od mládí se věnoval hudbě, zprvu jako folkový zpěvák ve dvojici Labašta & Hejbal. Od roku 1981 je kmenovým textařem rockové skupiny Dr. Max, psal i pro interprety středního proudu populární hudby. Celkem v období 1986–1997 uplatnil osmdesát textů. Při bohoslužbách často doprovází písně na kytaru. Starokatolický zpěvník obsahuje více duchovních písní s jeho texty.